# Северно море
Северно море е полузатворено море в Атлантическия океан, намиращо се между Британските острови на запад, континентална Европа на юг и югоизток, Скандинавския полуостров на североизток и Норвежко море на север.

## Общо описание
Свързва се с океана чрез Ла Манша на юг и Норвежко море на север. Дължината му надвишава 970 километра, а ширината 580, като общата площ се равнява на около 750 хиляди квадратни километра (290 хил. кв. мили).
От дълги години Северно море е една от най-важните области за риболова и транспорта на стоки в Европа. Морето също така е известна туристическа дестинация в страните, граничещи с него, а от скоро и важен източник на енергия, изразяваща се под формата на фосилни горива и вятърна енергия.
Исторически погледнато Северно море изиграва важна роля в геополитиката и военните конфликти, като има значение най-вече за Северна Европа, но и глобално чрез силата, която северните нации притежават през по-голямата част от Средновековието и модерните времена. Северно море е също така в основите на експанзията на викингите, а по-късно е последователно доминирано от Ханзата, Нидерландия и Британската империя. Като единствен излаз на Германия към океана Северно море продължава да бъде стратегически важно и през двете световни войни.
Крайбрежието на Северно море представя разнообразие от геологически структури. На север, по крайбрежието на Шотландия и Норвегия, са типични дълбоко врязаните фиорди и отвесните скали, а на юг по-често се срещат пясъчни ивици и широки крайбрежни области, покрити със смесица от пясък и кал. Високата гъстота на населението, тежката индустрия и интензивното използване на морето и неговото крайбрежие предизвикват някои екологични проблеми, главно засягащи морската екосистема.

## Географско положение и особености

### Географско положение и граници
Морето граничи с Оркнейските острови и източното крайбрежие на Англия и Шотландия на запад и със Северна и Централна Европа на изток и юг, като държавите, имащи излаз на морето в тази зона, са Норвегия, Дания, Германия, Нидерландия, Белгия и Франция. На югозапад след Доувър, Северно море се свързва с Ла Манша и се свързва с Атлантическия океан. На изток морето се свързва с Балтийско море чрез протоците Скагерак и Категат, които разделят Дания съответно от Норвегия и Швеция. На север морето граничи с Шетландските острови и се свързва с Норвежко море, което е разположено в най-североизточната част на Атлантическия океан.
Краищата на Северно море са белязани от множество големи острови и архипелази, като Шетландските острови, Оркнейските острови и Фризийските острови. Голяма част от Европейския водосборен басейн отива в Северно море, включително и водите на Балтийско море. Най-големите реки, вливащи се в морето, са Елба, Рейн, Емс, Маас, Схелде, Темза и Хъмбър, като 184 милиона души живеят покрай реките, които се вливат в Северно море, като покрай тях са и едни от най-индустриализираните области в Европа.

### Географски особености
В по-голямата си част Северно море лежи върху Европейския континентален шелф на дълбочина от средно 90 метра. Единственото изключение е Норвежката бразда, която се простира паралелно по норвежкото крайбрежие, като започва от Осло и завършва северно от град Берген. Браздата е широка между 20 и 30 километра (12 и 19 мили), като максималната дълбочина, която достига, е 725 метра (2379 фута).
Догер банк, обширна морена или натрупване на неконсолидирани лесникови остатъци, се издига само на 25 до 30 метра (50 – 100 фута) под морското равнище, като това я прави една от най-предпочитаните риболовни области в Северно море. „Дългите четиридесет“ и „Широките четиринадесет“ са две големи области в Северно море, получили имената си от своята дълбочина, измерена в английската мерна единица фатом, като 40 фатома и 14 фатома са равни съответно на 73 и 26 метра. Тези и други плитчини правят плаването в Северно море трудно и опасно, но с въвеждането на сателитните навигационни системи тези опасности са значително намалени. Девилс Хол се намира на 200 мили (320 km) източно от Дънди, Шотландия, като представлява серия от асиметрични бразди, които имат дължина от 20 до 30 километра (от 12 до 19 мили), широчина от 1 до 2 километра и дълбочина от 230 метра.

### Геология
Плитки епиконтинентални морета като Северно море от дълги години съществуват върху Европейския континентален шелф. Тектонските процеси, които оформят Атлантическия океан през периодите юра и креда, т.е. преди 150 милиона години, водят до издигането на Британските острови. Оттогава между Балтийския щит и Британските острови постоянно съществува плитко море. То е един вид предшественик на Северно море, като се увеличава и намалява в зависимост от морското равнище през конкретното геоложко време. Понякога морето се свързва и с други плитки морета, като с морето, съществувало югозападно от района на днешен Париж.
Към края на креда, преди 85 милиона година, на мястото на Европа съществуват само малки и разпръснати острови, като изключение прави само Скандинавието. В началото на олигоцена, т.е. преди 34 – 28 милиона години, появата на Западна и Централна Европа почти изцяло разделя Северно море от океана Тетис, който с времето намалява и вследствие на свързването на Южна Европа с Югозападна Азия се превръща в Средиземно море. От началото на квартернера, т.е. преди 2,6 милиона години, морското равнище намалява през всеки ледников период, а след това се покачва, като всеки път, когато ледът достигне максималното си разпространение, Северно море почти пресъхва. Така Северно море, каквото го познаваме днес, се оформя след последния ледников период, когато морето за пореден път наводнява Европейския континентален шелф.
През 2006 в Северно море е открит фосил на платеозавър, който е на възраст между 199 и 216 милиона години и който се оказва откритият на най-голяма дълбочина фосил и първият, открит в Норвегия.

## Хидрология

### Температура и соленост
Средната температура на водата е 17 °C през лятото и 6 °C през зимата. Температурите се повишават непрекъснато от 1988 г., причината за което се приписва на промените в климата. Температурите на въздуха през януари са средно между 0 и 4 °C, а през юли между 13 и 18 °C. Зимата се характеризира с чести бури и силен вятър.
Солеността е средно между 34 и 35 грама за литър, като най-големите разлики се срещат там, където сладководни води се вливат в морето. Такива места са естуарите на Рейн и Елба, границата с Балтийско море и крайбрежието на Норвегия.

### Водна циркулация
Водните течения в Северно море се движат покрай крайбрежията в посока, обратна на часовниковата стрелка.
Северно море е продължение на Атлантическия океан, като по-голямата част от океанските течения минават от северозападния отвор на морето, докато през Ла Манша минават топли течения, които са по-малки по обем. Тези течения стигат до крайбрежието на Норвегия. По-малко солените крайбрежни води се спускат към по-дълбоките части, докато по-солените се придвижват нагоре. Средната големина на вълните в Северно море е между 0 и 8 метра, като вълните се различават от тези в океана поради разположението на морето върху континенталния шелф.

### Брегова линия
Западните и източни брегове са остри и назъбени, главно защото са формирани от глетчери по време на ледниковата епоха. При срещата си с морето норвежките планини създават дълбоки фиорди и групи от острови. На юг от Ставангер бреговата ивица става по-ясно изразена, а островите стават по-малко. Източното крайбрежие на Шотландия е подобно, но в по-малки размери. В североизточната част на Англия скалите стават по-ниски, като техният химичен състав става по-неустойчив и в резултат на това формите им са по-заоблени. В Нидерландия, Белгия и източна Англия брегът е нисък, а източното крайбрежие на югоизточната част на Северно море (т.е. най-вече Белгия и Дания) се характеризира с прави и покрити с пясък брегове.

### Наводнения
Наводненията, най-често причинени от силни бури, обикновено заплашват бреговете на Нидерландия, Белгия, Германия и Дания и по-ниските части на Източна Англия. Те се предизвикват най-вече от промени в атмосферното налягане и силни ветрове, които предизвикват по-силно вълнение в морето.
Първото регистрирано наводнение, причинено от Северно море, е Julianenflut на 17 февруари 1164. След това през 1228 се появяват сведения за друго наводнение, в което според писмените сведения 100 хиляди души са загубили живота си. През 1362 година южните брегове отново са наводнени, като писмените сведения от това време отново съобщават за повече от 100 хил. жертви, а големи части от сушата били перманентно изгубени, включително и легендарният изгубен град Рунгхолт. През 20. век – 1953 година наводнение засяга бреговете на няколко страни и отнема над 2000 живота, а 315 граждани на Хамбург загиват по време на Наводнението в Северно море от 1962 година.

### Цунамита
Въпреки че не са чести, има някои сведения за цунамита в Северно море. Така например след поредица подводни свлачища, възникнали между 8150 и 6000 година пр.н.е., част от норвежкия континентален шелф пропада в Норвежко море, което предизвиква цунами с вълни до 20 метра, които преминават през морето и оказват най-силно въздействие на Шотландия и Ферьорските острови. Земетресението от Довър от 1580 година е едно от първите, записани в Северно море, като силата му е между 5,3 и 5,9 по скалата на Рихтер. То причинява сериозни разрушения в град Кале не само като обикновено земетресение, а и чрез двете цунамита, които предизвиква. Най-голямото измерено земетресение в Северно море е това в Догер банк през 1931 година, което има сила 6,1 по скалата на Рихтер и в резултат на което е причинено цунами, което наводнява британското крайбрежие.

## Флора и фауна

### Риби и миди
Малките ракообразни и зоопланктонът са широко разпространени в Северно море. Тези малки организми са жизненоважни елементи от хранителната верига, изхранващи множество видове риби. Над 230 вида риби се срещат в Северно море, като треската, камбалата, морският език, скумрията, херингата и шпротите се срещат изключително често и са едни от най-важните видове за риболова в региона. Поради различия в дълбочината, солеността, температурата и теченията някои видове риби живеят само в строго определени области на морето.
Ракообразните са широко разпространени в Северно море. От многото видове омари, скариди, стриди и миди само норвежкият омар и някои видове по-големи скариди се ловят с комерсиални цели. В последно време някои необичайни за областта видове, като тихоокеанската стрида, се разпространяват успешно.

### Птици
Крайбрежието на Северно море е богато на природни резервати, като островите Фарне във Великобритания и Ваденско море в Германия. Всяка година десетки милиони птици използват Северно море и защитените области за размножаване, намиране на храна и като места за почивка по време на миграционни полети. Полярните буревесници, Атлантическите тупиции и различни видове морски патици, гмуркачи, корморани и чайки правят Северно море привлекателно за любителите на наблюдението на птици.

### Морски бозайници
В Северно море се срещат и някои видове водни бозайници. По бреговата ивица и на островите могат да бъдат открити обикновени тюлени и морски свини. Най-северните острови на Северно море, като например Шетландските острови, се обитават от голям брой перконоги, като морски зайци, гренландски, качулати и пръстенови тюлени и дори моржове. Китоподобните в Северно море включват различни видове морски свини, делфини и китове.

### Биоразнообразие и опазване
Поради големия брой население и високото ниво на индустриализация по бреговете, флората и фауната на Северно море страда от замърсяване и прекомерен лов и риболов. Някои видове фламинго, пеликан и пингвин били разпростренени по южното крайбрежие на морето, но изчезват изцяло в началото на сегашното хилядолетие. Сивият кит също е бил част от биоразнообразието на региона, докато не е изтласкан в Атлантическия океан през 17. век. Други животни, като Гладките китове, видове от семейство Есетрови, скатовете, Морските лисици, сьомгата и други видове, са били широко разпространени в Северно море до 20. век, когато поради прекомерния риболов броят им рязко намалява. Други фактори, спомогнали за спада, са разпространението на чужди за Северно море видове, индустриалното и земеделско замърсяване, траленето, предизвиканата от човека еутрофикация, добива на чакъл и пясък и интензивният воден транспорт. Всички страни, граничещи със Северно море, са подписали Международната конвенция за предотвратяване на замърсяването от корабите, която спомага за опазването на околната среда и живота в Северно море. Освен това Германия, Дания и Нидерландия са създали и допълнително споразумение, целящо да запази екологичното равновесие във Ваденско море.

## История
През вековете множество имена са използвани за Северно море. Едно от най-ранните записани имена е Septentrionalis Oceanus или „Северен океан“, използваното от Плиний Стари. Името „Северно море“ най-вероятно идва от нидерландското „Noordzee“, което трябва да го разграничи от Зойдерзее (Южно море), намиращо се на юг от Фризия или просто трябва да покаже, че морето се намира на север от Нидерландия.

### Римска империя
Първите писмени сведения за по-интензивно използване на Северно море от римляните датират от 12 година пр.н.е., когато е построена голяма флота, чрез която са покорени много племена, живеещи около морето, като фризи и хавки. През 5 година пр.н.е. знанието на римляните за Северно море е значително увеличено след военна кампания, водена от Тиберий и стигнала до река Елба. Така Плиний Стари описва как римски войници нахлуват в Хелголанд и достигат до североизточната част на Дания.
Инвазията на Юлий Цезар в Британия между 55 и 54 година пр.н.е. цели да накаже местните племена, които подкрепят въстаниците в Галия, а след завземането на Британия от Авъл Плавций през 43 година между Британия и Рим е осъществена и търговска връзка. Като използва римската флота, Гней Юлий Агрикола продължава инвазията и настъпва на север към Шотландия. С времето обаче Римската империя престава да настъпва на север и след като през 410 година римляните изоставят Британия, германските племена на англите, саксите и ютите започват да се преселват през Северно море към Британските острови.

### Средновековие
Ерата на викингите започва през 793 г. с атаката над Линдисфарн, като те владеят Северно море през следващите 250 години. Чрез дракарите си викингите нападат, търгуват и установяват колонии и търговски постове по крайбрежието на морето. Според англосаксонските хроники викингите започват да се заселват на Британските острови през 851 година и продължават преселението си до 1050 година. Алфред Велики се смята за първия английски крал, който оказва на викингите съществена съпротива, като успява да ги отблъсне до Данелаг и по този начин да заздрави кралство си. Така датският крал Хардекнуд става последният викингски крал, който владее територии и от двете страни на морето. С възкачването на Уилям Завоевателя Северно море започва да губи своето значение като път, подходящ са инвазии. Новият ред насочва по-голямата част от търговията на Англия и Скандинавието на юг, към Средиземно море и Ориента. През Средновековието пристанищата в Северна Европа изнасят багрилни вещества, лен, сол, метални продукти и вино, а внасят висококачествени дрехи, подправки и плодове от Средиземноморието. Търговията през този период се осъществява главно по море поради неразвитите и несигурни сухопътни пътища.
През 13. век Ханзата, въпреки че е базирана в Балтийско море, започва да контролира по-голямата част от търговията чрез важни членове и постове на Северно море. Ханзата губи хегемонията си през 16. век, когато съседните на съюза страни превземат градове и постове, принадлежали към Ханзата. Освен това се създават и нови търговски пътища, които осигуряват Европа с азиатски, африкански и американски продукти.

### Ера на корабоплаването
През 17. век, през Нидерландския златен век, когато нидерландският добив на херинга, треска и китове достигат рекордни стойности, Нидерландия е на върха на своята сила. Важните презокеански колонии, огромният търговски флот и големите печалби правят нидерландците главните конкуренти на амбициозните англичани. Съперничеството между двете нации довежда до първите три Англо-нидерландски войни между 1652 и 1673, завършили с нидерландски победи. След Славната революция нидерландският принц Уилям се възкачва на английския трон. Двете страни се сближават като търговската, военната и политическата сила се измества от Лондон към Амстердам. Великата северна война (1700 – 1721) и Войната за испанското наследство (1701 – 1714) се водят едновременно, като британската доминация над Северно море е неоспорима до 20. век.

### Съвременна ера
Напрежението в Северно море се покачва през 1904 г. след инцидент край Догер банк, когато руски военни кораби объркват британски риболовни кораби с японски военни кораби и стрелят по тях.
През Първата световна война флотът на Великобритания и този на Германия се изправят един срещу друг в Северно море, което става една от главните зони на конфликта. По-голямата флотилия на Великобритания успява през по-голямата част от войната да ограничи достъпа на Централните сили до множество жизненоважни суровини и ресурси. По-големите битки от този период са битката при Догер банк и битката при Ютланд. Част от действията с подводници също стават на територията на Северно море.
Втората световна война също оставя своя отпечатък в Северно море, въпреки че в региона действат главно самолети, подводници и по-малки кораби, като миноносци и минни ловци. В последните години на войната стотици хиляди тонове оръжия се изхвърлят в морето.
След войната Северно море губи голяма част от своето военно значение, поради факта че е изцяло обградено от страни членки на НАТО. За сметка на това през 60-те години на 20. век Северно море увеличава икономическото си значение, поради факта че страните, имащи излаз на него, започват да използват целия му потенциал в сферата на нефта и природния газ.

## Икономика
Всички страни, граничещи със Северно море, претендират за 12 морски мили (22 km, 14 мили) териториални води, където имат изключителни права върху риболова. Общата политика за рибарство на Европейския съюз съществува, за да координира правата на страните членки над риболова и да помага при конфликти между страните от ЕС и Норвегия.
След откриването на минерални ресурси в Северно море се създава Конвенцията за континенталния шелф, която установява правата на страните над морето главно по междинната линия, като границата между Германия, Нидерландия и Дания се установява едва след продължителни преговори и решение на Международния съд.

### Нефт и природен газ
През 1859 на брега на Северно море за първи път е открит нефт, а през 1910 и природен газ. Тестови проучвания започват през 1966, а през 1969 Петролна компания Филипс открива нефтеното находище Екофиск, което се отличава с висококачествен нефт, който има много ниско съдържание на сяра. Добивът на нефт започва през 1971, като транспортирането се извършва чрез танкери, а след 1975 чрез нефтопровод, който първоначално стига само до Англия, а след 1977 и до Емден, Германия. Масовата експлоатация на нефтените залежи на Северно море започва малко преди нефтената криза от 1973 година. Покачването на цените на петрола през този период подтиква петролните компании да направят огромните инвестиции, нужни за добива на петрол от морето.
Въпреки че оперативни разходи са сравнително високи, качеството на петрола, политическата стабилност в региона и близостта на важни пазари в Западна Европа правят Северно море един от най-важните региони за нефтодобив в света. Друго важно нефтено находище, освен това в Екофиск, е Статфьорд, което става причина за изграждането на първия нефтопровод по норвежкото крайбрежие. Най-голямото находище на природен газ в Северно море е Тролското находище.
Цената на сорта брент, който е един от първите сортове нефт, извлечени от Северно море, днес се използвана като стандартна цена при сравняването на стойността на необработения нефт. Също така Северно море притежава най-големите находища на нефт и природен газ в Западна Европа, като е един от най-важните нефтодобивни региони, който не принадлежи към ОПЕК.

### Риболов
Пет процента от световния риболов се извършва в Северно море, като той е концентриран най-вече по южната брегова линия, като най-често използваният метод при лова е траленето. През 1995 в Северно море са уловени 3,5 милиона тона риба и миди, а нерегистрираният риболов предполагаемо възлиза на един милиона тона.
През последните десетилетия поради прекомерния улов, който води до проблеми при хранителната верига в морето, риболовът в Северно море става по-неефективен и в резултат много хора губят работните си места. Така например ловът на херинга, треска и камбала могат да последват съдбата на лова на скумрия, който е прекратен през 70-те години на 20. век. Затова целта на Общата политика за рибарство на Европейския съюз е да намали негативния екологичен ефект от рибарството, да повиши ефективността и да стабилизира цените.

### Възобновяеми енергийни източници
Поради силните и постоянни ветрове страните (най-вече Германия и Дания), граничещи със Северно море, използват крайбрежието за добив на вятърна енергия, като една от първите големи вятърни електроцентрали, която се намира в морето, Хорнс Рев 1, е завършена през 2002 г. Оттогава в Северно море са построени голям брой други вятърни електроцентрали, включително и двете най-големи вятърни електроцентрали в света, които не са изградени на сушата – Танет във Великобритания и Хорнс Рев 2 в Дания.
Изграждането на големи комплекси за вятърна енергия в морето среща съпротива поради опасения, че те биха могли да имат негативен ефект върху морската флора и фауна и най-вече върху миграцията на птиците. Според проучване, проведено в Дания през 2006, и още едно, проведено във Великобритания през 2009, подобни проблеми не биха могли да бъдат предизвикани от вятърни електроцентрали. Въпреки допълнителните опасения относно надеждността и покачващите се разходи за изграждане и поддръжка, вятърната енергия продължава да се развива бързо в Северно море, като има голям брой планове за изграждането на още подобни комплекси по бреговете на Германия, Нидерландия и Великобритания.
Добивът на енергия от прилива и отлива на морето е все още в начална фаза, като тестови електроцентрали, който използват този метод, оперират на Оркнейските острови.

### Туризъм
Северно море привлича голям брой туристи, като особено посещавани са плажовете по бреговете на Белгия, Нидерландия, Германия и Дания. Най-практикуваните спортове в Северно море поради силните ветрове, са уиндсърфинга и ветроходството. Също така се смята, че климатът на Северно море има особено положително влияние върху здравето и най-вече върху имунната система, дихателната система и кожата.

### Трафик
Главните пристанища в Северно море са разположени по континенталното крайбрежие. Ротердам, най-голямото пристанище в Европа и третото по големина в света за 2008 по количество превозени стоки, Антверпен, 16-о по големина, и Хамбург, 27-о по големина, са най-важните пристанища в Северно море.
Също така по крайбрежието на Северно море се намират голям брой канали и канални системи, които улесняват трафика между реките, изкуствените заливи и морето. Килският канал, който свързва Северно с Балтийско море, е най-натовареният изкуствен воден път в света през 2009 година, като средно по него са минавали 89 кораба на ден, като се изключват спортните кораби и по-малките съдове. Каналът спестява около 250 морски мили (490 km, 290 мили), като чрез него се избягва пътуване около полуостров Ютланд.